# Максимільян де Бетюн Сюллі
Максимілья́н де Бетю́н Сюллі́ (фр. Maximilien de Béthune, duc de Sully; 1559 —1641) — французький державний діяч. Носив титули барона де Роні (baron de Rosny, 1578) маркіза Роні (1601), барона де Сюллі (1602) та герцога де Сюллі (1606), сувереного князя д'Анрішемона і де Буабеля (prince souverain d'Henrichemont et de Boisbelle, 1605), маркіза де Ножан-ле-Ротру (marquis de Nogent-le-Rotrou; 1624), графа де Мюре і де Вільбона (comte de Muret et de Villebon; 1624) і віконта де Мо (vicomte de Meaux; 1627).

## Біографія
Походив з французького шляхетського роду Бетун з графства Артуа. Син Франсуа де Бетюна і Шарлотити Дове. Максимільян де Бетюн Сюллі виховувався при дворі королеви Наваррської. 1572 року поступив до Бургундського колегіуму. Після Варфоломієвої ночі тісно зблизився з майбутнім королем Генріхом IV. З 1580 року в армії останнього. Спочатку як простий солдат, через 2 тижні отримує звання прапороносця. Невдовзі завдяки отриманної здобичі під час релігійної війни зумів сформувати власний загін.
Саме Сюллі порадив Генріху прийняти католицьку віру та переконав гугенотів примиритися з віровідступництвом короля. З 1594 р. Сюллі посідав перше місце в державі адже керував усіма справами у державі, крім дипломатичних.
У 1597 р. Сюллі став суперінтендантом фінансів, а в 1599 р. — головним наглядачем над шляхами сполучення (фр. grand-voyer de France). У 1601 р. Генріх IV призначив Сюллі головним начальником артилерії та інспектором усіх фортець, а в 1606 р. — нагородив його титулом герцога. Генріх високо цінив відданість Сюллі і часто звертався до Сюллі за порадою, тому й втримався на чолі управління до самої смерті короля.
Вся діяльність Сюллі була спрямована проти комерційного і промислового меркантилізму. Сюллі у своїй політиці робив акцент на землеробстві й скотарстві, протиставляючи їх промисловості. Деякі дослідники вважають Сюллі попередником фізіократів. У боротьбі за відновлення господарства після релігійних воєн кінця XVI ст. На думку Сюллі, землеробство слід поділяти на полеводство, виноробство, лісову справу, і прямим обов'язком уряду повинна бути охорона продуктів сільського господарства від винищення та забезпечення їхнього транспортування й експорту.
Сюллі звільнив землеробів від обов'язку внести в строк невиплачені ними податки, сума яких доходила до 20 млн ліврів. Накази 1595—1598 рр. заборонили продаж за борги землі й знарядь праці, подать для селян була зменшена. У 1600 р. селянам було дозволено користуватися пасовиськами і купувати общинні землі. У 1601 р. Сюллі домігся дозволу на вільну хлібну торгівлю, і всі провінції отримали право на вивіз хліба й вина.
Сюллі організував пильний контроль над утриманням доріг і мостових, виділяв щороку більше 1 млн ліврів на будівництво мостів і гребель, пасажирських і товарних станцій. Він заборонив вивозити з Франції будь-яку монету задля покращення фінансового становища країни.
12 жовтня 1604 р. Сюллі уклав мирну угоду з Іспанією, яка скасувала запроваджені Філіпом II мита на французькі товари. За угодою 1606 р з Англією було домовлено оберігати свободу й рівноправність торгівлі, були засновані торговельні компанії та заведені колонії.
Сюллі видав ряд розпоряджень, які обмежувати промисловість, і виступав проти розкоші, однак погодився зробити парламентські посади спадковими.
Він також задумав поєднати Середземне море з Північним, щоб Франція могла отримати додатково 2 млн прибутку. Розробивши план поєднання Луари з Сеною, Сюллі спорядив у 1605 р. 6000 солдат із наказом розпочати роботи, але цей захід було припинено одразу після відставки міністра.
Сюллі на кінець правління Генріха VI виплатив близько 1/3 всіх державних боргів і значно понизив основний податок — талію. Продаж і заставу державного майна припинено. Все це дозволило підвищити фінансову спроможність Франції і підвищити народний статок держави.
Після вбивства Генріха IV у січні 1614 р. Сюллі написав королеві листа й вийшов у відставку. У вигнанні він давав іноді поради міністрам Людовіка XIII і у 1634 р. був зроблений маршалом.
Сюллі залишив по собі «Мемуари» («Mémoires des sages et royales économies d'état, domestiques, politiques et militaires de Henri le Grand», Амстердам, 1634). Див. Ritter, «Die Memoiren S.» (Мюнхен, 1871); Legouvé, «Sully» (П., 1873); Gourdault, «S. et son temps».

## Родина
1.Дружина — Анна, донька Франсуаде Куртене, сеньйора Бонтін
Діти:
- Максиміліан (1587—1634), 2-й герцог Сюллі, маркіз Роні, суверений князь д'Анрішемона, барон Бонтін. Засновник гілки Бетюн-Сюллі.

2. Дружина — Рахель де Кошфілет
Діти:
- Маргарита (1595—1660), дружина герцога Генріха II де Рогана
- Сезар (1597—1607)
- Франсуа (1598—1678), герцог де Орваль. Засновник гілки Бетюн-Орваль
- Луїза (1602—після 1620), дружина Александра де Леві, маркиза Мірпуа
- донька (1608)
- Генріх (1610)